# الشرايين الربلية
الشرايين الربلية (شرايين العضلات السفلية) هي فروع كبيرة، والتي يتم توزيعها على عضلات الساق، العضلة النعلية، والعضلة ألاخمصية. ينطبق هذا المصطلح على أي من أربعة أو خمسة شرايين الناتجة من شريان باطن الركبة.

## وصلات خارجية
- http://www.wheelessonline.com/ortho/sural_artery